# STANAG 4569
STANAG 4569 – norma należąca do porozumień standaryzacyjnych (STANAG) krajów członkowskich NATO, określająca wymogi wobec poziomu ochrony osób zajmujących miejsca w logistycznych i lekko opancerzonych pojazdach (ang. Protection Levels for Occupants of Logistic and Light Armored Vehicles).
Norma STANAG 4569 powstała w maju 1999 roku, określając początkowo pięć rosnących poziomów odporności balistycznej – przeciwko ostrzałowi pojazdów określonym rodzajem amunicji. W 2005 roku została rozszerzona o wymagania dotyczące odporności przeciw odłamkom z wybuchów pocisków artyleryjskich i granatów oraz przeciw minom. W zakresie odporności balistycznej norma określa odporność na minimalnej odległości dla danego naboju i rodzaju pocisku, wystrzelonego z określoną prędkością wylotową. W zakresie odporności przeciw odłamkom artyleryjskim norma posługuje się pojęciem odłamków wielkości 20 mm, symulujących wybuch pocisku odłamkowego kalibru 155 mm w określonej odległości (przy czym do poziomu III odporność ta jest jedynie opcjonalna).
Ogólnie, poziom I zapewnia odporność przeciw zwykłej amunicji wystrzeliwanej z karabinów szturmowych i słabszej, poziom II przeciw karabinowej amunicji przeciwpancernej, poziom III przeciw amunicji przeciwpancernej karabinów maszynowych i snajperskich, poziom IV przeciw wielkokalibrowym karabinom maszynowym kalibru 14,5 mm (m.in. uzbrojeniu BTR-80 i BRDM-2), poziom V przeciw działkom automatycznym kalibru 25 mm z przedniej strefy pojazdu, a poziom VI przeciw działkom automatycznym kalibru 30 mm z przedniej strefy pojazdu.

## Poziom I
Ostrzał:
- pociski karabinowe 7,62 × 51 mm NATO (M80) z odległości 30 m[3]
- pociski karabinowe 5,56 × 45 NATO (SS109 lub M193) z odległości 30 m[3]

Odłamki:
- opcjonalny poziom ochrony: odłamki wielkości 20 mm (detonacja 155 mm odłamkowego pocisku artyleryjskiego) odpalone na dystansie 100 m[2].

Wybuchy:
- granaty ręczne, niewybuchy subamunicji, inne małe przeciwpiechotne ładunki wybuchowe – detonacja pod kadłubem pojazdu[3]

## Poziom II
Ostrzał:
- pociski 7,62 × 39 mm przeciwpancerno-zapalające (BZ) z odległości 30 m[3]

Odłamki:
- opcjonalny poziom ochrony: odłamki wielkości 20 mm (detonacja 155 mm odłamkowego pocisku artyleryjskiego) odpalone na dystansie 80 m[2]

Wybuchy:
- 6-kilogramowy ładunek wybuchowy lub mina przeciwpancerna[3]:
  - poziom IIa – eksplozja pod dowolnym kołem lub pod gąsienicą pojazdu
  - poziom IIb – eksplozja pod centrum kadłuba pojazdu

## Poziom III
Ostrzał:
- pociski 7,62 × 51 mm przeciwpancerne (rdzeń ze spieku węgliku wolframu) z odległości 30 m[3]
- pociski 7,62 × 54 mm R przeciwpancerno-zapalające (B32) z odległości 30 m[3]
- poziom III+: pociski 12,7 × 99 mm przeciwpancerny (M2) z odległości 30 m[3]

Odłamki:
- opcjonalny poziom ochrony: odłamki wielkości 20 mm (detonacja 155 mm odłamkowego pocisku artyleryjskiego) odpalone na dystansie 60 m[2]

Wybuchy:
- 8-kilogramowy ładunek wybuchowy lub mina przeciwpancerna[3]:
  - poziom IIIa – eksplozja pod dowolnym kołem lub pod gąsienicą pojazdu
  - poziom IIIb – eksplozja pod centrum kadłuba pojazdu

## Poziom IV
Ostrzał:

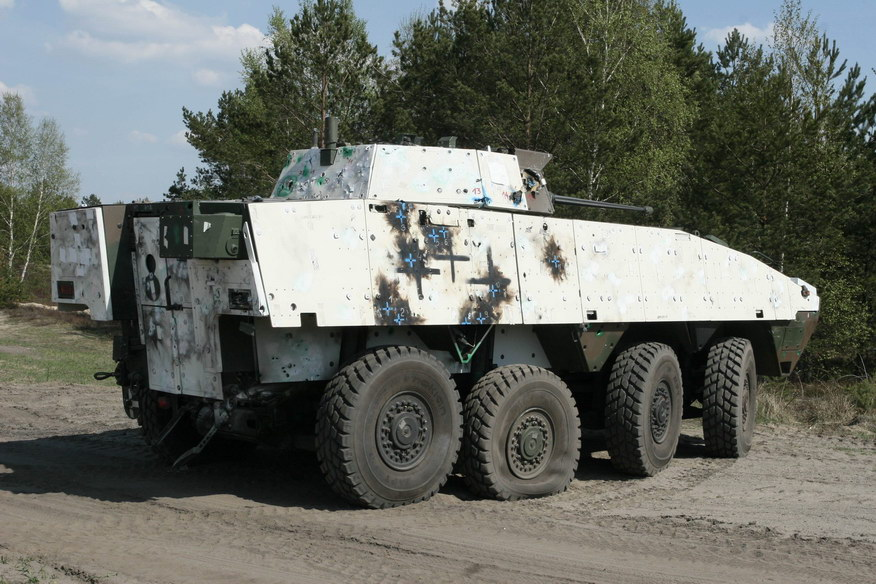
Testy ostrzału transportera opancerzonego KTO Rosomak z dodatkowym opancerzeniem według poziomu IV STANAG 4569

- pociski karabinu maszynowego 14,5 × 114 mm przeciwpancerne (B32) z odległości – 200m[3]

Odłamki:
- odłamki artyleryjskie 20 mm (detonacja odłamkowego pocisku artyleryjskiego 155 mm) na dystansie 25 m[2]

Wybuchy:
- 10-kilogramowy ładunek wybuchowy lub mina przeciwpancerna:
  - poziom IVa – eksplozja pod dowolnym kołem lub pod gąsienicą pojazdu[3]
  - poziom IVb – eksplozja pod centrum kadłuba pojazdu[3]

## Poziom V
Ostrzał:
- pociski armaty automatycznej 25 × 137 mm APDS-T PMB 073 z odległości 500 m[2] (przednie 60° pojazdu, po 30° w obie strony od osi wzdłużnej)[3]

Odłamki:
- odłamki artyleryjskie 20 mm (detonacja odłamkowego pocisku artyleryjskiego 155 mm) na dystansie 25 metrów[2]

## Poziom VI
Ostrzał:
- pociski armaty automatycznej 30 × 173 mm APFSDS z odległości 500 m[2]

Odłamki:
- odłamki artyleryjskie 20 mm (detonacja odłamkowego pocisku artyleryjskiego 155 mm) na dystansie 10 metrów[2]